# Wilza Rainato
Wilza de Oliveira Rainato Genta, mais conhecida somente como Wilza Rainato (São João da Boa Vista, 25 de outubro de 1949 - Londrina, 6 de outubro de 2015), foi uma modelo brasileira do Paraná que em 1967 tornar-se-ia Miss Brasil Mundo.

## Biografia
Filha de Natividade de Oliveira Rabelo Rainato e Ermelino Rainato, Wilza nasceu no estado de São Paulo e aos nove meses de vida mudou-se com a família para Jandaia do Sul, no Paraná. Na década de 1960 iniciou a carreira de modelo e percorreu diversas passarelas. Em Jandaia do Sul no concurso de beleza foi eleita a Rainha do Café.
Em 1967, aos dezessete anos, concorreu e foi eleita Miss Paraná na edição realizada em Cornélio Procópio. Após concorrer a etapa estadual, foi ao Rio de Janeiro para o concurso de Miss Brasil. No final do concurso em 1.º de julho de 1967, Wilza ficou em segundo lugar, o que garantiu sua participação no Miss Mundo. Representou o Brasil no Miss Mundo daquele ano, realizado em Londres. Em Londres, tomou chá com a rainha Isabel II (r. 1952–presente). Ao retornar ao Brasil, foi designada também Miss Brasil por renúncia da vencedora, Carmen Sílvia Ramasco. Representou o Brasil em diversos eventos internacionais.